# Суво Грло (Исток)
Суво Грло (Согрло, алб. Suhogërilë) је насеље у општини Исток на Косову и Метохији. Атар насеља се налази на територији катастарске општине Суво Грло површине 765 ha. Село се налази у Метохијском подгору, петнаест километара од Истока. Ово је подељено село јер је део овог села у општини Србица са истим именом Суво Грло.

## Историја
Према предању, село се некада звало Срма Грло по оближњем руднику „срме” — сребра. У писаним изворима се први пут помиње у повељи српског краља Стефана Милутина, крајем 13. века. Тада је село било средиште мање жупе, а у њему се налазила црква Св. Богородице. У време краља и цара Стефана Душана, село и црква су приложени хиландарском пиргу Хрусија на Светој гори. По турском попису из 1485. године, Сухо Грло је било средиште нахије са преко петнаест села. Укупно је имало 126 српских кућа, три дома свештеника и један дом калуђера. У селу је постојало неколико сакралних објеката. Најстарија сувогрлска црква је саграђена у време краља Стефана Милутина, а била је посвећена Светој Богородици. Вероватно из истог времена је и црква Ваведења Богородице. У Сувом Грлу се још налазе остаци цркве Св. Николе, цркве Св. Арханђела и цркве Св. Јована, као и више црквишта непознатог имена. На једном вису стоје остаци „Калуђерског града”, а у шуми су рушевине другог старог града.
Добросав Јефтић, из овог села, је у извештају 1890. године описао насиља Арнаута против њега и осталих Срба (Боје Јаковевића из Црколеза, Јавана Савића из Белица...) из тога и околних села. Протерали су их у Србију и отели им куће. Седам фамилија од 73 људи се иселило 3. маја. Понудили су да им буду пратња до границе, због сигурности, али су и ту припремили заседу. У пограничном селу, муслимани из села Копориће, тзв. Колашински Турци су тобоже напали њих, али ни један муслиман није страдао, 5 Срба је убијено, један младић је рањен а спасило се само 16 Срба, прелаксом у Србију. Остали су постали плен и робље муслимана из Ибарског Колашина.

## Демографија
Насеље има албанску етничку већину.
Број становника на пописима:
- попис становништва 1948. године: 603
- попис становништва 1953. године: 661
- попис становништва 1961. године: 722
- попис становништва 1971. године: 730
- попис становништва 1981. године: 980
- попис становништва 1991. године: 1089